# Buparellus
Buparellus is een geslacht van hooiwagens uit de familie Beloniscidae.
De wetenschappelijke naam Buparellus is voor het eerst geldig gepubliceerd door Roewer in 1949. 

## Soorten
Buparellus omvat de volgende 4 soorten:
- Buparellus dibunichelis
- Buparellus insolitus
- Buparellus mitylus
- Buparellus patellaris